# Bezerra da Silva
José Bezerra da Silva, né le 23 février 1927 à Recife et mort le 17 janvier 2005 à Rio de Janeiro, est un chanteur, compositeur, guitariste, percussionniste et interprète brésilien des genres musicaux coco et samba, notamment partido-alto.
Au début, il se consacre principalement au coco jusqu'à ce qu'il devienne l'un des principaux représentants de la samba dans les années suivantes . Par le biais de la samba, il évoque des problèmes sociaux des favelas et de la population marginalisée, travaillant entre la marginalité et l'industrie musicale. Il étudie la guitare classique pendant huit ans et passe huit autres années à jouer dans l'orchestre Rede Globo, étant l'un des rares qui savent lire des partitions.
Il enregistre son premier simple en 1969 et son premier album en 1975, sur un total de 28 albums sortis tout au long de sa carrière qui, ensemble, se sont vendus à plus de 3 millions d'exemplaires. Il remporte 11 disques d'or, 3 de platine et 1 double platine. Bien qu'il soit l'un des artistes brésiliens les plus populaires, il est largement ignoré par le grand public.

## Biographie

### Jeunesse
Fils d'une famille pauvre, Bezerra da Silva naît à Recife le 23 février 1927. Sa mère, Hercília Pereira da Silva, est abandonnée par son mari, Alexandrino Bezerra da Silva, alors qu'elle est enceinte de son fils. À l'âge de 15 ans, après avoir été expulsé de la marine marchande, Bezerra da Silva se rend à Rio de Janeiro pour chercher son père et échapper à la pauvreté. Il voyage sur un bateau transportant du sucre et n'a que les vêtements qu'il a sur lui. Il retrouve son père, mais avec plus de frictions, il finit par se retrouver seul.
Il commence à travailler dans la construction en tant que peintre en bâtiment et a son domicile dans le centre ville, où il travaille. Vers 1949, il commence à tomber amoureux d'une « dona » et part vivre avec elle à Morro do Cantagalo, dans la zone sud.

### Bohème, arrestations et chute
Il commence à développer un goût musical pour le coco de Jackson do Pandeiro et rejoint peu de temps après les tambours du bloco Unidos do Cantagalo, jouant du tamborim,. En 1950, il rencontre Doca, également résident de Morro do Cantagalo, qui l'invite à participer au "Programme Rádio Clube do Brasil" en tant que joueur de rythme - outre le tambourin, il joue du surdo et des instruments à percussion en général. Bohème et malandro, il est arrêté des dizaines de fois par la police et se retrouve au chômage en 1954. Pendant de nombreuses années, il vit comme un sans-abri à Copacabana, où il tente même de se suicider, mais il est sauvé et recueilli par un terreiro umbanda. C'est là qu'il découvre sa médiumnité et apprend, par l'intermédiaire d'une mère de saint, que son destin est la musique.

### Renaissance en musique
Convaincu qu'il ne doit plus chercher de travail dans le bâtiment, il réinvente sa vie en tant que musicien et compositeur professionnel.
Sous le nom de scène de José Bezerra, ses compositions Acorrentado et Leva teu gereré, en partenariat avec Jackson do Pandeiro, sont publiées sur le premier album de sa carrière, en 1959. Dans la première moitié des années 1960, il rejoint l'orchestre Copacabana Discos, qui accompagne divers artistes connus, et enregistre également de nouvelles compositions, signées avec d'autres musiciens, sous la direction de Jackson do Pandeiro, comme Meu veneno (avec Jackson do Pandeiro et Mergulhão), Urubu molhado (avec Rosil Cavalcanti), Babá (avec Mamão et Ricardo Valente), Criando cobra (avec Big Ben et Odelandes Rodrigues) et Preguiçoso (avec Jackson do Pandeiro). En 1965, la chanteuse Marlene enregistre Nunca mais, un partenariat entre Bezerra et Norival Reis.
En 1967, il compose sa première samba, intitulée Verdadeiro amor, qui est enregistrée par Jackson do Pandeiro cette année-là.

### Premiers disques
À la fin de cette décennie, il change son nom de scène en Bezerra da Silva et, en 1969, il enregistre un simple pour Copacabana Discos, avec les chansons Mana, cadê meu boi ? et Viola testemunha.
Son premier album, Bezerra da Silva - O Rei do Coco Volume 1, ne sort qu'en 1975 sur le label Tapecar et contient la chanson O rei do coco. L'année suivante, sur le même label, il sort Bezerra da Silva - O Rei do Coco Volume 2, dont le titre phare est Cara de boi.

### Célébrité
À partir de la série Partido Alto Nota 10, il commence à trouver un public. Le répertoire des disques commence à être alimenté par des auteurs anonymes (certains utilisant des pseudonymes pour rester clandestins) et par Bezerra. Avant le hip-hop brésilien, il commence à montrer sa réalité dans des chansons telles que : Malandragem Dá um Tempo, Sequestraram Minha Sogra, Defunto Caguete, Bicho Feroz, Overdose de Cocada, Malandro Não Vacila, Meu Pirão Primeiro, Lugar Macabro, Piranha, Pai Véio 171, Candidato Caô Caô. En 1995, il enregistre Moreira da Silva, Bezerra da Silva e Dicró : Os Três Malandros In Concert sur le label CID, une parodie du spectacle des trois ténors, Luciano Pavarotti, Plácido Domingo et José Carreras.

### Vie personnelle
Il est marié à Regina de Oliveira, qui est également sa manager et l'une de ses compositrices, sous le pseudonyme de Regina do Bezerra.
Avant de devenir néo-pentecôtiste à la fin de sa vie, Bezerra est lié à l'Umbanda et fréquente assidûment le terreiro de Pai Nilo à Belford Roxo.
L'un de ses fils, Ytallo Bezerra da Silva, poursuit également une carrière de musicien.

### Dernières années
En 2001, il devient un évangélique néo-pentecôtiste de l'Église universelle du Royaume de Dieu. En 2005, proche de la mort mais toujours actif, il participe à des compositions avec Planet Hemp, O Rappa et d'autres noms prestigieux de Música Popular Brasileira.
En septembre 2004, il est admis dans une clinique privée de Rio de Janeiro pour une pneumonie et un emphysème pulmonaire et passe près d'une semaine dans le coma. Un mois plus tard, le chanteur de samba tombe à nouveau malade. Il est transporté à l'hôpital dos Servidores do Estado, où il est admis pour des problèmes pulmonaires et meurt le 17 janvier 2005, à l'âge de 77 ans,,.

## Postérité
Le chanteur de samba de Pernambouc a fait l'objet du livre Bezerra da Silva - Produto do Morro, de Letícia Vianna, publié en 1998.
Le rappeur Marcelo D2 lui a rendu hommage en publiant l'album Marcelo D2 canta Bezerra da Silva en 2010 sur le label EMI, dans lequel il présente une partie de l'œuvre du chanteur de samba.
En 2012 est sorti le documentaire Onde a coruja dorme de Márcia Derraik et Simplício Neto, qui met en lumière les compositeurs de leurs chansons, des travailleurs anonymes, dont les paroles abordent des thèmes de la réalité brésilienne tels que malandro, otário, alcaguete et la marijuana. Le film trouve son origine dans le court métrage du même nom, sorti onze ans plus tôt.
Un autre héritage est le style indéniable et unique du malandro typique de Rio, avec sa casquette à rebord qui inspire encore de nombreux admirateurs dans les cercles de samba.

## Œuvres

### Thème
Les thèmes principaux de ses chansons étaient la vie du peuple et les problèmes de la société et des favelas, tels que l'exploitation et l'oppression subies par les travailleurs, la malandragem et les voleurs en marge de la loi, la question de la consommation de drogues telles que le cannabis et la condamnation de la caguetagem (la délation des copains). « Les chansons que je chante sont écrites par des compositeurs qui sont maçons, vendeurs de rue, un autre est chômeur, un autre nettoie la voiture de la dame et la femme est la cuisinière. ».

### Discographie
- O Rei Do Côco (Tapecar, 1975)
- O Rei Do Côco - Vol. 2 (Tapecar, 1976)
- Partido Alto Nota 10 Bezerra e Genaro (CID, 1977)
- Partido Alto Nota 10 Vol.2 - Bezerra e Seus Convidados (CID, 1979)
- Partido Alto Nota 10 Vol.3 - Bezerra e Rey Jordão (CID,1980)
- Partido Muito Alto (RCA Victor, 1980)
- Samba Partido e Outras Comidas (RCA Vik, 1981)
- Bezerra e um Punhado de Bambas (RCA Vik, 1982)
- Produto do Morro (RCA Vik, 1983)
- É Esse Aí Que É o Homem (RCA Vik, 1984)
- Malandro Rife (RCA Vik, 1985)
- Alô Malandragem, Maloca o Flagrante (RCA Vik, 1986)
- Justiça Social (álbum)|Justiça Social (BMG-Ariola, 1987)
- Violência Gera Violência (BMG-Ariola, 1988)
- Se Não Fosse o Samba (BMG-Ariola, 1989)
- Eu não sou Santo (BMG-Ariola, 1990)
- Partideiro da Pesada (BMG-Ariola, 1991)
- Presidente Caô Caô (BMG-Ariola, 1992)
- Cocada Boa (BMG-Ariola, 1993)
- Bezerra, Moreira e Dicró - Os 3 Malandros In Concert (CID, 1995)
- Contra O VERDADEIRO Canalha (Bambas Do Samba) (RGE, 1995)
- Meu Samba É Duro na Queda (RGE, 1996)
- Provando e Comprovando sua Versatilidade (Rhythm and Blues, 1998)
- Eu Tô de Pé (Universal Music, 1998)
- Malandro é Malandro e Mané é Mané (Atração, 1999)
- Bezerra da Silva: Ao Vivo (CID, 2000)
- A Gíria é Cultura do Povo (Atração, 2002)
- Meu Bom Juiz (CID, 2003)
- Pega Eu (Som Livre, 2004)
- Caminho de Luz (Independente, 2005, póstumo)
- O Samba Malandro de Bezerra da Silva (Sony BMG, 2005, póstumo)
- Maxximum (Bezerra da Silva) (Sony BMG, 2005)